# Fortunato Vinelli
Fortunato Vinelli (Santa Margherita Ligure, 5 dicembre 1832 – Chiavari, 26 dicembre 1910) è stato un vescovo cattolico italiano.
Fu il primo vescovo di Chiavari: la cittadina ligure venne, infatti, eretta in diocesi da Leone XIII nel dicembre 1892, dopo un lungo periodo di attesa che si risolse grazie al lascito finanziario di Francesco Bancalari, che lasciò una cospicua eredità destinata alla fondazione della nuova sede vescovile.

## Biografia

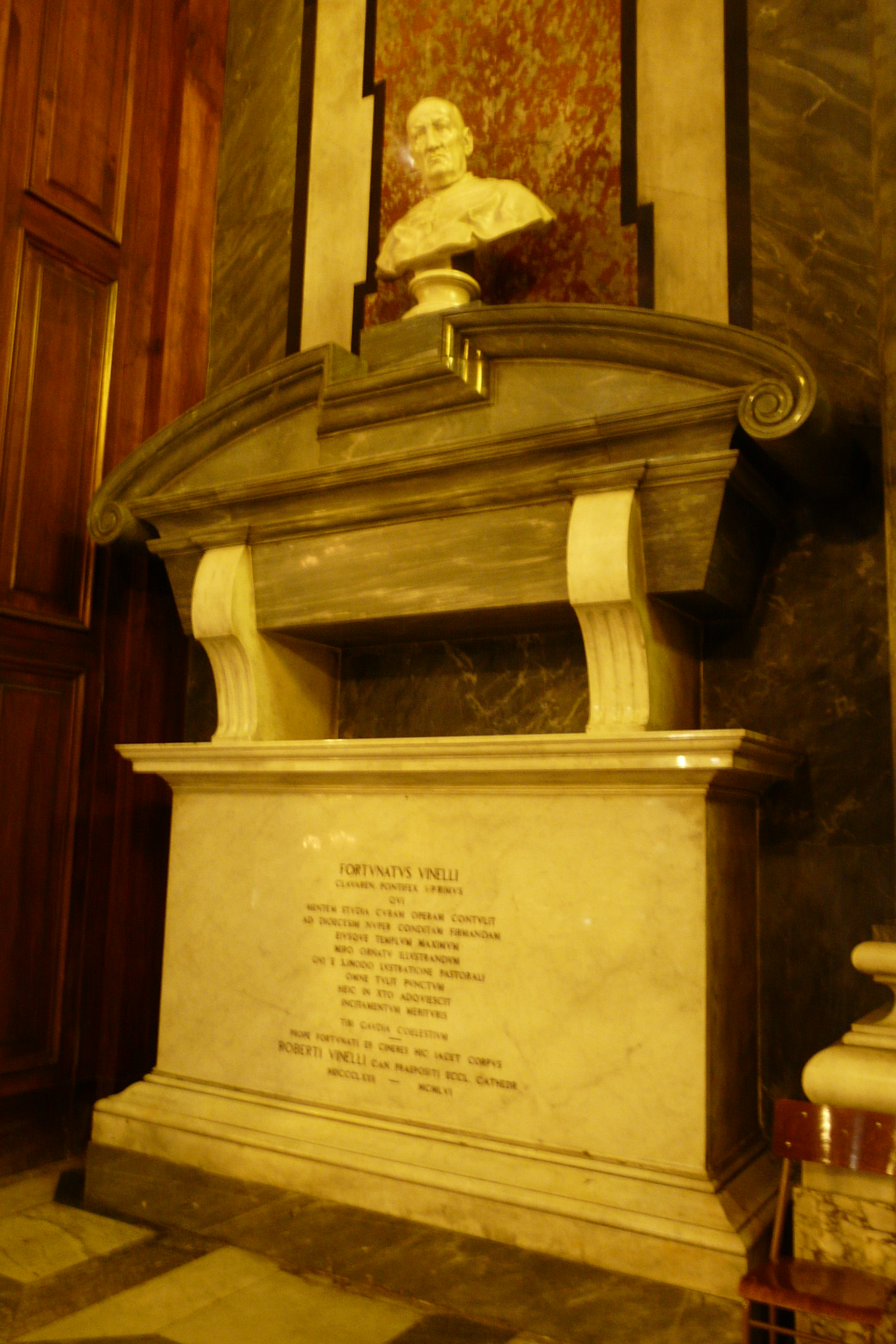
Monumento a monsignor Vinelli all'interno della cattedrale di Chiavari

Figlio di Nicolò dei signori Vinelli, armatore, e Margherita Pilotto nacque a Santa Margherita Ligure il 5 dicembre 1832. Entrò nel seminario di Chiavari il 4 novembre 1845 e fu ordinato sacerdote a Genova il 6 giugno 1857 dall'arcivescovo di Genova monsignor Andrea Charvaz; celebrò la sua prima messa nel demolito monastero delle Monache Turchine di Castelletto. Nel 1860 fu nominato canonico della basilica genovese di Santa Maria di Carignano, della quale era abate il nobile genovese Tommaso Reggio, con il quale stringerà una solida amicizia; fu anche fraterno amico del futuro cardinale Gaetano Alimonda.
Vescovo titolare di Epifania di Cilicia dal 16 gennaio 1893, fu consacrato nella cattedrale di San Lorenzo dall'arcivescovo di Genova beato Tommaso Reggio il successivo 12 marzo.
Stabilitosi a Chiavari dal 1º luglio 1893 in qualità di deputato ausiliare della neo-costituita diocesi di Chiavari (su proposta dell'arcivescovo genovese Reggio) fu ufficialmente vescovo della stessa a partire dal 19 marzo 1896: si dovette infatti aspettare il "regio exequatur" che tardò ad arrivare a causa della politica anticlericale dell'allora governo liberale.
Nel corso dei 14 anni del suo magistero si dedicò ad edificare il clero della nuova diocesi convocando il sinodo diocesano nel 1899. Mantenne rapporti cordiali con le autorità civili, in particolare in occasione della morte del re Umberto I di Savoia nel 1900. Favorì le arti sacre, completando la costruzione del grandioso pronao della cattedrale di Chiavari, affidato all'architetto Luigi Poletti.
Morì all'età di 78 anni a Chiavari il 26 dicembre 1910, anno in cui si celebrava il terzo centenario della Madonna dell'Orto, patrona della città e della nuova diocesi di Chiavari. Il suo corpo fu tumulato nel sepolcro monumentale, realizzato dallo scultore Francesco Falcone, all'interno della cattedrale chiavarese il 16 gennaio 1941.

## Genealogia episcopale
La genealogia episcopale è:
- Cardinale Scipione Rebiba
- Cardinale Giulio Antonio Santori
- Cardinale Girolamo Bernerio, O.P.
- Arcivescovo Galeazzo Sanvitale
- Cardinale Ludovico Ludovisi
- Cardinale Luigi Caetani
- Cardinale Ulderico Carpegna
- Cardinale Paluzzo Paluzzi Altieri degli Albertoni
- Papa Benedetto XIII
- Papa Benedetto XIV
- Cardinale Enrico Enriquez
- Arcivescovo Manuel Quintano Bonifaz
- Cardinale Buenaventura Córdoba Espinosa de la Cerda
- Cardinale Giuseppe Maria Doria Pamphilj
- Papa Pio VIII
- Papa Pio IX
- Cardinale Gustav Adolf von Hohenlohe-Schillingsfürst
- Arcivescovo Salvatore Magnasco
- Arcivescovo Tommaso Reggio
- Vescovo Fortunato Vinelli